# Mouvement du cinéma pur
Ne pas confondre avec Cinéma pur
Le mouvement du cinéma pur (純映画劇運動, Jun'eigageki undō) est un courant de critique cinématographique et de réalisation du Japon des années 1910 et début des années 1920, qui prône ce qui est considéré comme des modes de réalisation de films plus modernes et cinématographiques. 
Les critiques de magazines tels que Kinema Record et Kinema Junpo regrettent que le cinéma japonais est par trop théâtral. Ils avancent que celui-ci présente des scènes de théâtre kabuki et shinpa tel quel, avec peu de création purement cinématographique et sans un scénario écrit avec le cinéma à l'esprit. Les rôles féminins sont même joués par des onnagata. Il est reproché aux cinéastes de tourner de longues prises et de déléguer la narration aux benshi dans les salles de cinéma au lieu d'utiliser des dispositifs tels que les gros plans et le montage afin de raconter visuellement une scène. Le romancier Jun'ichirō Tanizaki est un important partisan du mouvement. 
Des critiques tels que Norimasa Kaeriyama deviennent finalement réalisateurs afin de mettre en pratique leurs conceptions du cinéma. Kaeriyama dirige ainsi The Glow of Life au studio Tenkatsu en 1918. Ce film est souvent considéré comme le premier « film pur » mais des réalisateurs comme Eizō Tanaka, influencé par le théâtre shingeki, apportent également leurs propres innovations à la fin des années 1910 dans les studios comme le Nikkatsu.
L'évolution vers le « cinéma pur » est favorisé par l'apparition de nouveaux studios réformistes comme la Shōchiku et la Taishō Katsuei vers 1920. Vers le milieu des années 1920, le cinéma japonais présente plusieurs des techniques cinématographiques réclamées par les avocats des films purs, et les onnagata sont remplacés par des actrices. Le mouvement influence profondément la façon dont les films seront faits et pensés pendant les décennies à venir, mais ce n'est pas un succès complet : les benshi restent partie intégrante de la réalité du film japonais jusque dans les années 1930.

## Source de la traduction
- (en) Cet article est partiellement ou en totalité issu de l’article de Wikipédia en anglais intitulé « Pure Film Movement » (voir la liste des auteurs).